# 多格错仁
多格错仁（藏語：རྡོ་སྐས་མཚོ་རིང་，威利转写：rdo skas mtsho ring，THL：Doké Tsoring，意为“北石梯长湖”）位于中国西藏自治区那曲市双湖县境内，地处双湖县中部，强仁温杂日与冬布勒山之间，湖面海拔4921米，面积393.3平方公里。湖区气候恶劣，年均降水量150～200毫米左右，年均气温-6℃以下。湖形狭长，呈东西走向。湖岸线曲折，多半岛和湖湾。湖水主要靠冰雪融水径流和泉水补给。属氯化物型盐湖。